# Дитевт
Дитевт (лат. Dyteutus) — теократ Команы Понтийской до 34 года.

## Биография
Отцом Дитевта был тетрарх Галатии и тиран Гераклеи Понтийской Адиаторикс, сторонник Марка Антония. В 31 году до н. э., после битвы при Акции, Адиаторикс был казнён вместе со своим младшим сыном по распоряжению Октавиана Августа. Однако Дитевт «за его доблесть» получил в качестве преемника умершего Клеона пост теократа Команы Понтийской. Как подчёркивала Ю. А. Федина, император стремился заручиться поддержкой наиболее известных и обширных малоазийских храмовых объединений путём назначения на должности верховных жрецов своих ставленников.
Дитевт стал последним правителем Команы Понтийской. После его смерти в 34 году н. э. она была присоединена к римской провинции Вифиния и Понт.